# Мудьюгский концентрационный лагерь
Му́дьюгский концентрацио́нный ла́герь (официально до сентября 1919 «Ссыльно-каторжная тюрьма на острове Мудьюг») — концентрационный лагерь, созданный по решению Временного управления Северной области при поддержке представителей иностранной военной администрации на севере России на острове Мудьюг 23 августа 1918 года как лагерь для военнопленных. Со 2 июня 1919 года использовался правительством Северной области как ссыльно-каторжная тюрьма. После восстания 15 сентября 1919 года и массового побега заключённых был переведён в Йоканьгу. После победы большевизма, концлагерь перешёл в распоряжение ВЧК и стал использоваться теперь уже для содержания узников советского режима, с 1922 года после визита на остров Дзержинского Мудьюгский лагерь входил в систему Северных лагерей особого назначения (СЛОН). Сюда, среди прочих, отправляли политзаключённых, «врагов народа», «раскулаченных» и депортированных «спецпоселенцев». После образования Сорокского ИТЛ («Сорокалага»), в Мудьюге располагалось его 5-е отделение. По данным Г. Васильева, перед финской кампанией (1939) лагерь ликвидировали и начались перестройки и изменения.
В советской историографии было принято описывать Мудьюгскую тюрьму как созданную «англо-американскими интервентами» без указания ВУСО или ВПСО, поскольку иначе пришлось бы признать факт существования самого указанного правительства, независимого от большевистского временного правительства в Москве (до января 1918 года большевистское правительство официально называло себя «Временным правительством России» так же как и то правительство, которое они перед этим свергли). В современной российской историографии Мудьюгская тюрьма нередко упоминается как «британский концлагерь». О функционировании на Мудьюге советского концлагеря в современной российской историографии об этом, как правило, умалчивается. Мудьюг — единственный в России концлагерь времён Первой мировой войны, постройки которого сохранялись до наших дней, однако пришли в запустение после 1993 года, когда были прекращены экскурсии на остров. В контексте существования белого концлагеря на Мудьюге следует отметить, что существует и альтернативная трактовка событий, — историк Игорь Гостев, в частности, заявил, что история с Мудьюгом сильно мифологизирована советской пропагандой.

## Предыстория

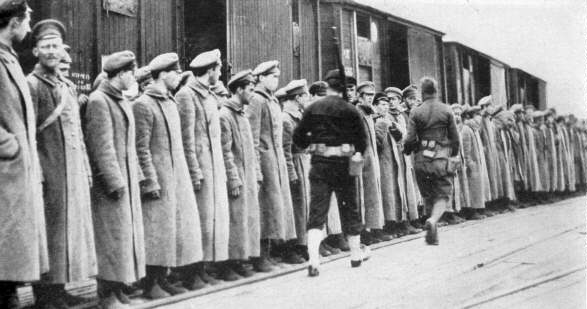
Пленные красноармейцы под присмотром американских военных, Архангельск.

Мудьюг ещё с царских времён являлся местом ссылки и каторги. В ходе Гражданской войны в России все противоборствующие стороны создавали концентрационные лагеря для изоляции своих противников.
Первоначально Временного правительства Северной области предполагалось разместить тюрьму на Кондострове, но 2 июня 1919 года было принято постановление ВПСО «Об образовании ссыльно-каторжной тюрьмы на острове Мудьюг, вместо острова Кондострова и об учреждении должности коменданта о. Мудъюга». Оборудование, предназначавшееся для Кондостровской тюрьмы было передислоцировано на Мудьюг. Аналогичные лагеря были созданы временным правительством на островах Печенга, Йоканьга, Торос-Острове, позднее все они вошли в систему ГУЛАГа (аналогичные лагеря ВЧК—ОГПУ, также вошедшие в систему Северных лагерей ГУЛАГа, появились в Холмогорах, Исакогорке на окраине Архангельска, в Пертоминске, Каргополе).
После антибольшевистского переворота в Архангельске и высадки десанта Антанты контрразведывательный отдел штаба союзных сил и военно-регистрационная служба при штабе командующего русскими войсками Северной области организовали розыск руководителей и служащих советских учреждений, коммунистов, членов комитетов бедноты, командиров и бойцов Красной армии. Задержанные доставлялись в Архангельскую тюрьму и другие места временного содержания, где могли получить приговор к расстрелу или каторжные работы. Видные представители Советской власти, попавшие в руки белых, рассматривались ими как заложники. Уже 13 августа 1918 года руководство Северной области передало в Москву радиограмму в адрес Совнаркома, что в случае применения репрессивных мер против деятелей-антибольшевиков, находящихся в Советской России, аналогичная мера немедленно постигнет и большевиков, арестованных в Архангельске и Мурманске. Это заявление было напечатано в местных газетах. Англичане называли Мудьюгскую тюрьму «Ма́динг-а́йленд» (Muding Island Prison Camp). Лейборист Уильям Ланн официально обращался к британскому военному министру Уинстону Черчиллю об условиях содержания заключённых в концлагере.

## Условия содержания заключённых концлагеря
Постройки лагеря создавались первой партией арестантов численностью 134 человека, которая занималась вырубкой леса, обнесением территории лагеря двумя рядами колючей проволоки высотой в три метра, сооружением барака и карцера.
Карцер представлял собой яму глубиной в 3 метра, шириной в 9 шагов и длиной в 14 шагов. Над ямой был поставлен сруб из досок, в самой яме не было света и отопления. По воспоминаниям одного из заключённых, из пищи в день заключённым давали лишь две галеты и воду, от постоянного холода люди отмораживали конечности, некоторые замерзали насмерть.
По воспоминаниям другого заключённого, в бараках камеры были переполнены, в камере на 14 человек находилось более 60 арестантов. Во всём бараке, рассчитанном на 100 человек, сидело более 350 человек. Как сообщал писатель П. П. Рассказов в своей книге, посвящённой его пребыванию в статусе заключённого на Мудьюге, в день заключённым выдавали 200 г галет, 175 г консервов, 42 г риса, 10 г соли. При такой дневной норме заключённых заставляли выполнять тяжёлые работы; тех, кто падал от изнеможения, прикладами поднимали французские охранники. По ночам устраивались обыски, с частыми избиениями или отправкой в карцер.
Отсутствовала баня, мыло, смена белья, медицинская помощь. При этом распространились тиф, цинга, дистрофия, паразиты. Температура в бараках была около минус 8 градусов по Цельсию, в результате чего каждую ночь несколько человек умирало от холода.
К июню 1919 года на острове Мудьюг было уже около ста могильных крестов, под многими из которых находились коллективные могилы.
Историк Игорь Гостев заявил, что история Мудьюгской тюрьмы сильно мифологизирована советской пропагандой: «Источники мифов достаточно разнообразные, но самый главный из них — это сбор письменных рассказов узников Мудьюга, который проводился в 1920-е годы. Тогда нужны были легенды в пользу власти, и даже если человек пробыл на Мудьюге один день, ему была положена пенсия. И вот все эти сказки были записаны, потом объединены, художественно обработаны и изданы политическими издательствами, войдя в научный оборот». Повсеместно на Русском Севере были установлены памятники «жертвам интервенции». Белых никто в СССР особо не обвинял, потому что это были близкие или родственники тех же самых красных. Гораздо проще, с точки зрения советских властей, было обвинить иностранцев, которые пришли сюда, когда большевистская власть уже сбежала, и ушли отсюда задолго до того, как большевики вернулись в Архангельск, а уж истории о «победе над интервентами» и «освобождения лагеря» Красной армией были попросту выдуманы. В том же интервью Гостев сообщил: «Издевательств не было, варварских условий не было», а голод и эпидемии на Севере преследовали и белую армию.

## Протесты в Архангельске
В марте 1919 года, по согласованию с англо-французским командованием, управляющий отделом внутренних дел Временного правительства Северной области В. И. Игнатьев посетил концлагерь. Игнатьев обнаружил в нём свыше 200 заключенных, многие из которых были больны цингой, содержавшихся в холодном бараке. Отчет о поездке Игнатьева, признававший бедственное положение заключённых, был опубликован  в правительственной прессе. 
«Действительность соответствовала слухам, хотя меня и ждали, подчистили помещение «тюрьмы», потому что нельзя же назвать тюрьмой дощатые сараи, окруженные колючей проволокой, дали арестованным пищу получше, но их изможденный вид, громадный процент в цинге (помещения для них в специальных бараках не хватало и в числе «здоровых» я нашел арестованных с цингой, вылившейся уже в гангрену ног), в тифу, а через проволоку, шагах в пятидесяти от бараков, я насчитал 78 могильных крестов, что для общего количества арестованных в 200—300 человек дает хороший процент смертей. Карцеры холодные — в простых погребах. «Больница» была такова, что член Онежской Земской Управы Душин, лежа в ней в тифу, отморозил себе все пальцы на ногах… Общее впечатление было потрясающее — живые мертвецы, ждущие своей очереди… » В. Игнатьев
Известия о Мудьюгском концлагере, об эпидемии тифа в нём, перекинувшейся в тюрьмы Архангельска, вызвали возмущение среди населения Архангельска. Тогда же на заседании городской думы председатель губпрофсоюза М. И. Бечин заявил, что причиной эпидемии тифа являются действия властей: «Эпидемии тифа предшествовала эпидемия арестов, которая разрослась до размеров общественного бедствия». Он потребовал немедленного лечения арестантов для ликвидации эпидемии. В результате Бечина самого отправили на Мудьюг.
Под влиянием вестей об эпидемии тифа на Мудьюге, об ужасных условиях содержания заключённых 1 сентября 1919 года в Архангельске произошла массовая политическая забастовка. В ней принимали участие, по официальным данным, судостроительный завод, мастерские военного порта, лесозавод и несколько типографий.

## Ссыльно-каторжная тюрьма
Как пишет историк П. А. Голуб, приняв решение о прекращении интервенции, союзники утратили интерес к Мудьюгу и передали его в распоряжение правительства Чайковского—Миллера. 2 июня 1919 года по решению правительства Северной области на острове Мудьюг была образована ссыльно-каторжная тюрьма.

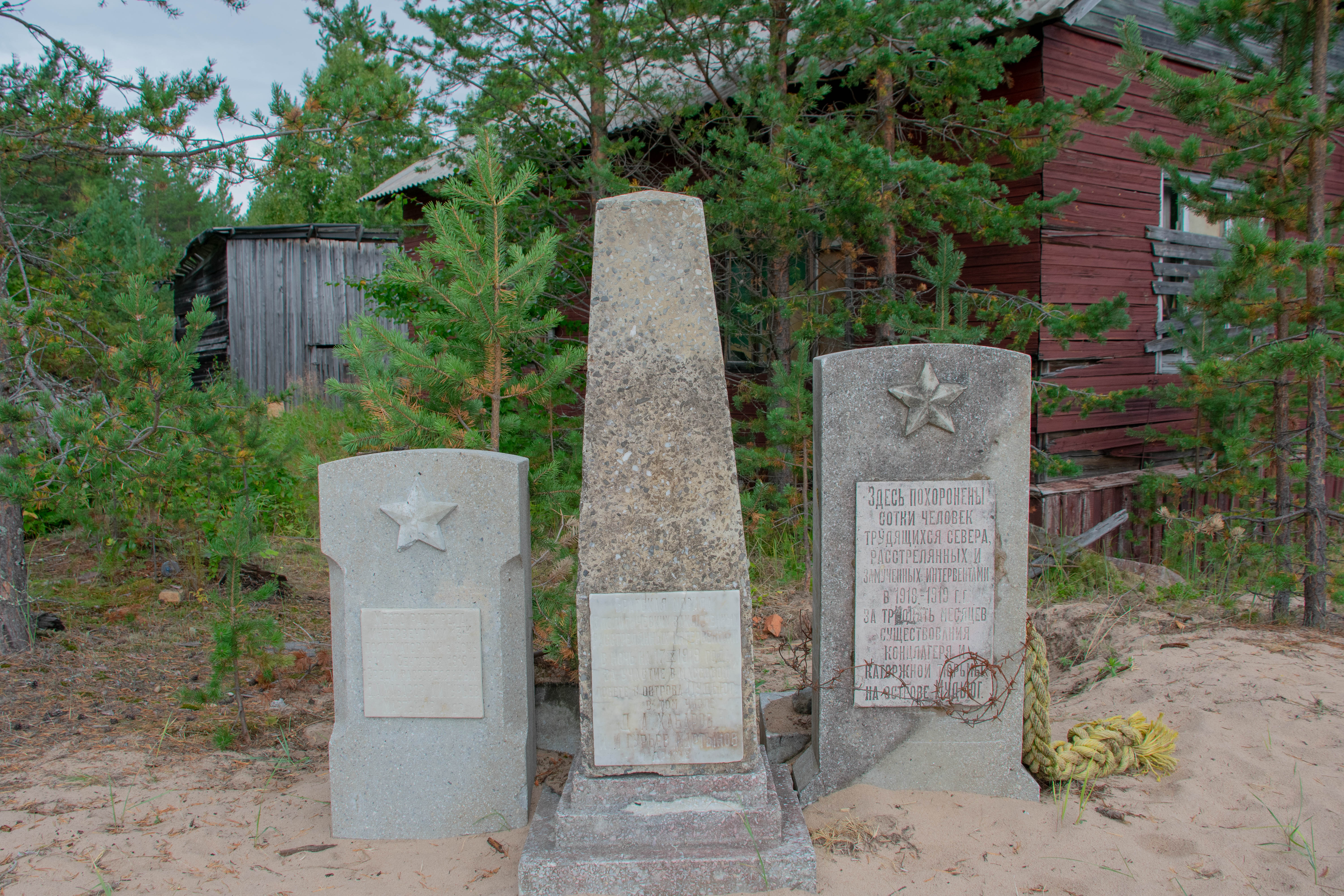
Памятники на месте братских могил расстрелянных политических заключённых

Правительство планировало выслать на Мудьюг около 800 заключённых тюрем Архангельска.
Новым начальником лагеря стал И. Судаков, бывший начальник Нерчинской каторги, отличившийся крайней жестокостью отношения к арестантам. Заключённый П. П. Рассказов описывал, как Судаков встречал прибывавших в концлагерь: «Я вас так драть буду, что мясо клочьями полетит. Мне дана такая власть, я могу пристрелить каждого из вас и, как собаку, выбросить в лес». Комендантом острова был назначен капитан Прокофьев, который, как и Судаков, отличался садистскими наклонностями.
В результате установившегося на острове невыносимого режима пыток 15 сентября 1919 года в лагере вспыхнуло восстание. В отсутствие коменданта лагеря, заключённые частично разоружили охрану и попытались захватить комендатуру, но были отбиты огнём. 53 человека сумели прорвать проволоку и под пулемётным огнём с маяка Чёрной башни добрались до берега Сухого моря (пролив, отделяющий остров от материка), где захватили баркасы местных рыбаков и бежали на материк. После этого беглецы разделились на две группы: одна пошла в сторону Архангельска и погибла, вторая группа в составе 32 человек двинулась на Пинегу и, пройдя 300 километров, вышла в расположение красных войск. При подавлении восстания было убито 11 человек, 13 расстреляны на следующий день по приговору военно-полевого суда. Немедленно после этого лагерь был переведён в Йоканьгу (Кольский полуостров) на территорию бывшей военно-морской базы (ликвидирован в феврале 1920 года).

## Численность жертв
Всего, по подсчётам историков, в Мудьюгском концентрационном лагере за период гражданской войны побывало свыше тысячи человек. Из них расстреляно и погибло от болезней свыше 200 человек, по другим данным — свыше 300 человек. 

## Память о жертвах концлагеря
О функционировании на Мудьюге советского концлагеря в советское время упоминать было запрещено, напротив, он использовался для пропаганды «зверств капитализма», о нём писали повести, стихи («Стоишь ты, свидетель недавних расправ…») и т. п.

### Увековечение
12 августа 1928 года на острове Мудьюг был открыт памятник «Жертвам интервенции» высотой 17,5 метров. На его постройку ушло около 200 тысяч пудов гранита и цемента. На открытии памятника собралось около 5 тысяч человек. 
Новый памятник из гранита, чугуна и бетона в виде обелиска высотой 24,5 метров  с надписью «Славным патриотам, замученным интервентами на острове Мудьюг. 1918 — 1920» был поставлен на возвышенности в южной части острова в 1958 году. Он обращён фасадом к морю, увенчан пятиконечной звездой, на лицевой части  серп и молот.  Площадку ограждает якорная цепь, к постаменту ведут гранитные ступени. По обе стороны от монумента были установлены пушки Canon калибра 120 мм американской фирмы Bethlehem. 
В 1934 году на острове был открыт Музей революции Северной области, который в 1938 году был объединён с Архангельским областным краеведческим музеем и стал называться музеем «каторги». В 1940 году он был законсервирован из-за размещения на острове воинской части системы ПВО и вновь был открыт 15 июня 1973 года.

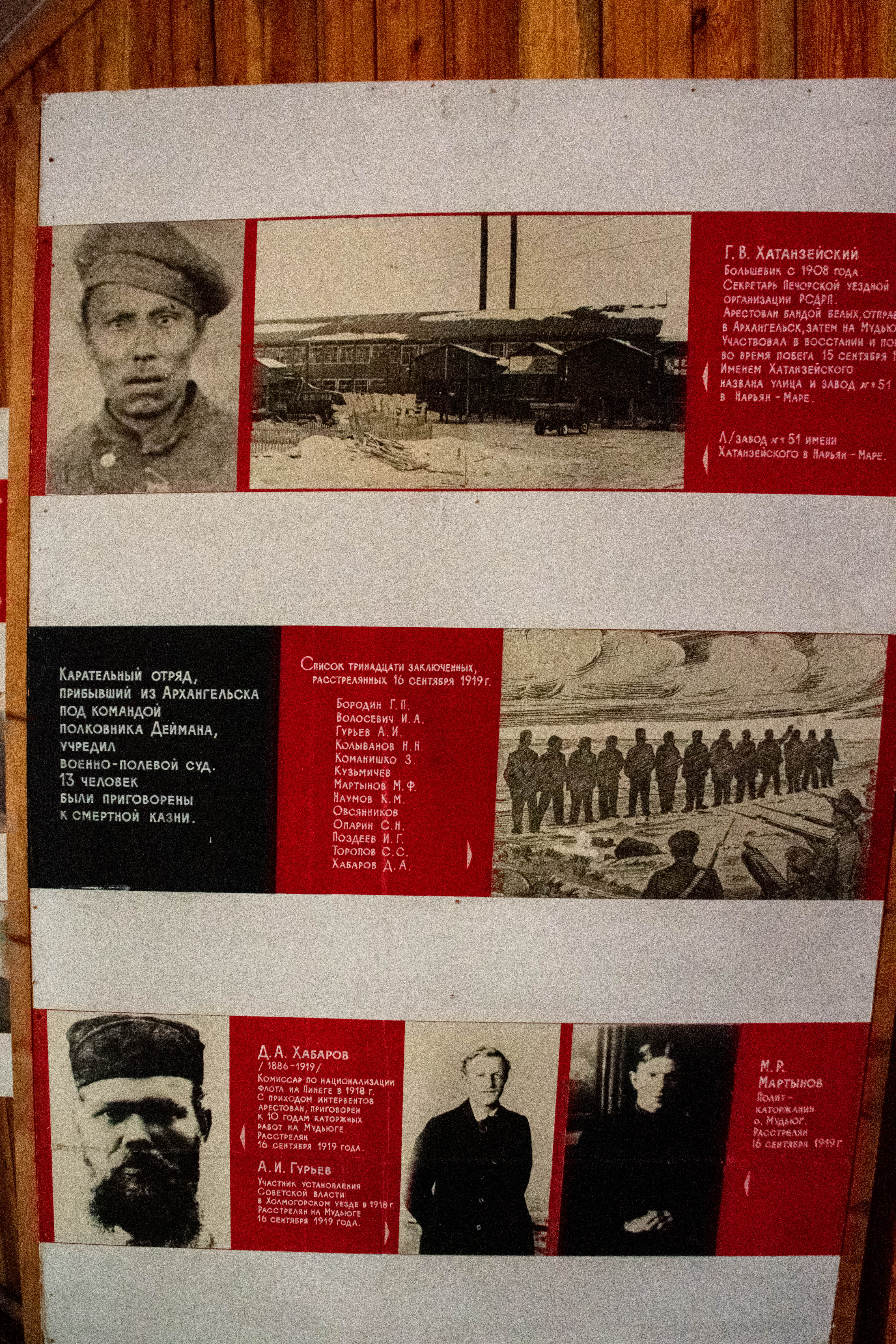
Фотографии и биографии жертв мудьюгского концентрационного лагеря. Экспозиция музея.

В музее были сохранены основные лагерные постройки: барак, карцер, вышки с ограждениями из колючей проволоки. В 1982 году были проведены восстановительно-ремонтные работы.  

### Разрушение
После распада СССР музей получил ярлык «коммунистической пропаганды». С 1993 года экскурсии в музей были прекращены. Сообщалось, что музей находится в состоянии консервации, однако это не так: почти все постройки и артефакты пришли в негодность. 25-метровый обелиск раскачивается, барельефы с его стелы упали, надгробия расстрелянных свалены в кучу.
В 1998 году Архангельский областной комитет по культуре исключил концлагерь из реестра памятников истории и культуры, тогда же был закрыт теплоходный маршрут на остров. Одновременно власти начали подготовку к визитам в Архангельск высоких гостей из Великобритании к 60-летию союзнического конвоя «Дервиш». Были приведены в порядок захоронения британских интервентов.
10 мая 2012 года в связи с оптимизацией численности и утверждением новой структуры отдел «Мудьюгский» был исключен из штатного расписания Архангельского краеведческого музея.
В 2022 году мемориал и музей в Мудьюге были полностью восстановлены бойцами Управления Росгвардии по Архангельской области, ради этого проведшими несколько субботников.

## Галерея
|  |  |  |  |  |  |

|  |  |  |  |